# Neivamyrmex ndeh
Neivamyrmex ndeh (лат.) — вид кочевых муравьёв рода Neivamyrmex из подсемейства Ecitoninae (Formicidae).

## Этимология
Видовое название N. ndeh происходит от имени одного из индейских племён из группы Апачи: Ndeh (Chiricahua Apache Ndeh Nation) из юго-западных штатов.

## Распространение
Северная Америка: США.

## Описание
Длина рабочих около 5 мм. Длина головы рабочих от 0,45 до 0,72 мм (ширина головы 0,34—0,61 мм). Длина головы самцов 0,55—0,58 мм (ширина головы 0,86—0,91 мм). Описаны в 2007 году американскими мирмекологами Гордоном Снеллингом (Gordon C. Snelling) и Роем Снеллингом (Roy R. Snelling, 1934—2008). При этом самцы были первоначально описаны под другим названием: Neivamyrmex goyahkla. Отличаются от близких видов (Neivamyrmex swainsonii) мелким субпетиолярным зубцом направленным назад; очень короткими и толстыми задними бёдрами, которые в 3,4 раза длиннее своей наибольшей ширины; отчётливой субантеннальной ламеллой. Рабочие одноцветные коричневые, голова и грудь самцов чёрная (брюшко коричневое). Усики рабочих 12-члениковые. Нижнечелюстные щупики 2-члениковые, нижнегубные щупики состоят из 2—3 сегментов. Мандибулы треугольные. Глаза отсутствуют или редуцированы до нескольких фасеток. Оцеллии и усиковые бороздки отсутствуют. Коготки лапок простые без дополнительных зубцов на вогнутой поверхности. Проподеум округлый, без зубцов. Дыхальца заднегруди расположены в верхнебоковой её части или около средней линии проподеума. Голени средних и задних ног с одной гребенчатой шпорой. Стебелёк между грудкой и брюшком у рабочих состоит из двух члеников. Жало развито.
Ведут кочевой образ жизни. Постоянных гнёзд не имеют, кроме временных бивуаков.